# Sannerville
Sannerville é uma ex-comuna francesa na região administrativa da Normandia, no departamento de Calvados. Estendeu-se por uma área de 5,15 km². Em 2010 a comuna tinha 1 939 habitantes (densidade: 376,5 hab./km²).
Em 1 de janeiro de 2017 foi fundida com a comuna de Troarn para a criação da nova comuna de Saline.